# ماکسیمیلیان بایستر
ماکسیمیلیان بایستر (Maximilian Beister) (متولد ۶ سپتامبر ۱۹۹۰) فوتبالیست آلمانی است که در پست مهاجم به بازی مشغول است.
بایستر فوتبال خود را با تیم وی‌اف‌ال لونه‌بورگ شروع کرد و در سال ۲۰۰۴ میلادی به آکادمی جوانان هامبورگ پیوست.